# El Clascar (Osor)
El Clascar és una masia d'Osor (Selva) inclosa a l'Inventari del Patrimoni Arquitectònic de Catalunya.

## Descripció
És un edifici aïllat de tres plantes i coberta de tres vessants situat gairebé dalt d'un turó darrere el Puig de Sant Gregori. Està format per una part original, de planta quadrada, varis adossats a ponent i al nord, un estable i magatzem i una font o abeurador, situat uns 50 m. al sud, abans d'arribar a la casa. S'hi accedeix per mitjà d'un seguit de rampes i terrasses, degut al desnivell del terreny, tot ple de penyes i roca viva.
Les façanes de la part central i original són arrebossades amb la pedra vista. Les cadenes cantoneres presenten els blocs de pedra més ben treballats i de grans dimensions. D'aquesta part en destaca el contrafort de la part de migdia i les obertures amb brancals de pedra. Al primer pis destaca la finestra balconera. La casa original (dels segles XVI-XVII) s'endevina de dues plantes i vessants a laterals, incloent el contrafort. A sobre, durant el segle xix, es va alçar un segon pis. El ràfec és senzill, d'una filera de rajola plana.
Pel que fa als adossats, cal assenyalar la part de ponent, de doble vessant a façana i la pard nord, d'un sol vessant, parcialment derruïda. Davant de la casa hi ha una caseta de magatzem de dues plantes i un adossat de maons, aparentment construït a mitjan segle xx.
El seu estat de conservació és dolent, la vegetació comença a menjar-se'l i part de la teulada ja ha baixat.

## Història
Aquesta masia medieval, la forma actual de la qual es remunta a un reforma del segle xix sobre una base del segle XVI-XVII. Tot i això, el mas està documentat des del segle xi. Al segle xiv està documentat com a "Clascario".
El context de les carlinades o guerres carlines va produir que molts soldats mobilitzats a les files es convertissin en trabucaires i bandolers després de 1840. El 1845 hi foren abatuts dos trabucaires i detingut un tercer. Malgrat això, els episodis més violents a Osor van succeir durant la tercera guerra carlina, entre el 1872 i 1876.
Actualment és propietat de la família Boix i està deshabitada des de fa més de 20 anys i parcialment en runes. L'última activitat del mas fou ramadera, ja que encara resten els menjadors i les restes d'excrements de vaques i ovelles.